# Herbert Austin
Ne doit pas être confondu avec Herbert Henry Austin.
Pour les articles homonymes, voir Austin.
Herbert Austin, 1er baron Austin (8 novembre 1866 – 23 mai 1941) est un concepteur et constructeur automobile anglais, fondateur de l'Austin Motor Company. Pour la plus grande partie de sa carrière, il est connu comme Sir Herbert Austin, et la dérivation Northfield est appelé « Voie Sir Herbert Austin » en son honneur.

## Origines et jeunesse
Fils d'agriculteur, il est né à Little Missenden, dans le Buckinghamshire, au Sud-Est de l'Angleterre, mais la famille déménage à Wentworth Woodhouse, près de Rotherham, dans le Yorkshire, en 1870, lorsque son père est nommé huissier de justice à la ferme. Herbert Austin va d'abord à l'école du village, puis plus tard, poursuit ses études à Rotherham, dans un lycée.
En 1884, il émigre en Australie, avec un oncle du côté de sa mère, qui vit à Melbourne, mais rentre en Angleterre pour une visite de famille. Ils se rendent en Australie par bateau, via le Cap.

## La vie à Melbourne
Il commence à travailler avec son oncle, qui est directeur des travaux d'une entreprise d'ingénierie, Mephan Ferguson, dans le Nord de Melbourne. Deux ans plus tard, il rejoint Alex. Cowan & Fils, une firme écossaise de papiers d'affaires qui a une agence de matériel d'impression et Crosley moteurs à gaz. Plus Tard, il travaille pour la Langlands Foundry Company Limited dans Yarra Bank, Melbourne, qui fabrique des chaudières de locomotive, des roues et de l'équipement de mines d'or.
Pour développer ses compétences en dessin, il assiste à l'École de l'Art Hotham dans le Nord de Melbourne, en dehors des heures de travail. Pendant ce temps, il envoie une conception pour un pont tournant sur la Rivière Yarra à Spencer Street, Melbourne, pour un concours organisé par le Gouvernement de Victoria, mais n'a pas gagné.
En décembre 1887, Austin prend ses nouvelles fonctions de directeur d'un atelier d'ingénierie détenu par Richard Pickup Parc, qui est en train de développer une nouvelle machine de tonte des moutons pour Frederick Wolseley.
Fort de cette nouvelle direction, il épouse Helen Dron à Melbourne, le 26 décembre 1887. Née à Melbourne, le 23 octobre 1866, elle est la septième fille de parents Écossais. Ils ont deux filles, Irène (née en 1891, plus tard Mme Waite) et Zeta (qui devient plus tard Mme Lambert). Leur fils unique, Vernon James Austin, est tué en action lors de la Première Guerre mondiale en France le 26 janvier 1915.
Après qu'Austin ait passé trois mois à l'amélioration de la machine à tondre les moutons, il est invité à rejoindre la The Wolseley Sheep Shearing Machine Company, à Sydney. Peu de temps après son adhésion, il est envoyé à une gare de moutons à Avoca (Victoria) pour étudier les machines en cours d'utilisation. Austin brevète en son propre nom les améliorations qu'il fait aux machine de tonte des moutons et plus tard vend les brevets à la Wolseley Sheep Shearing Machine Company, le 10 mars 1893, en échange d'actions.

## Voitures à moteur

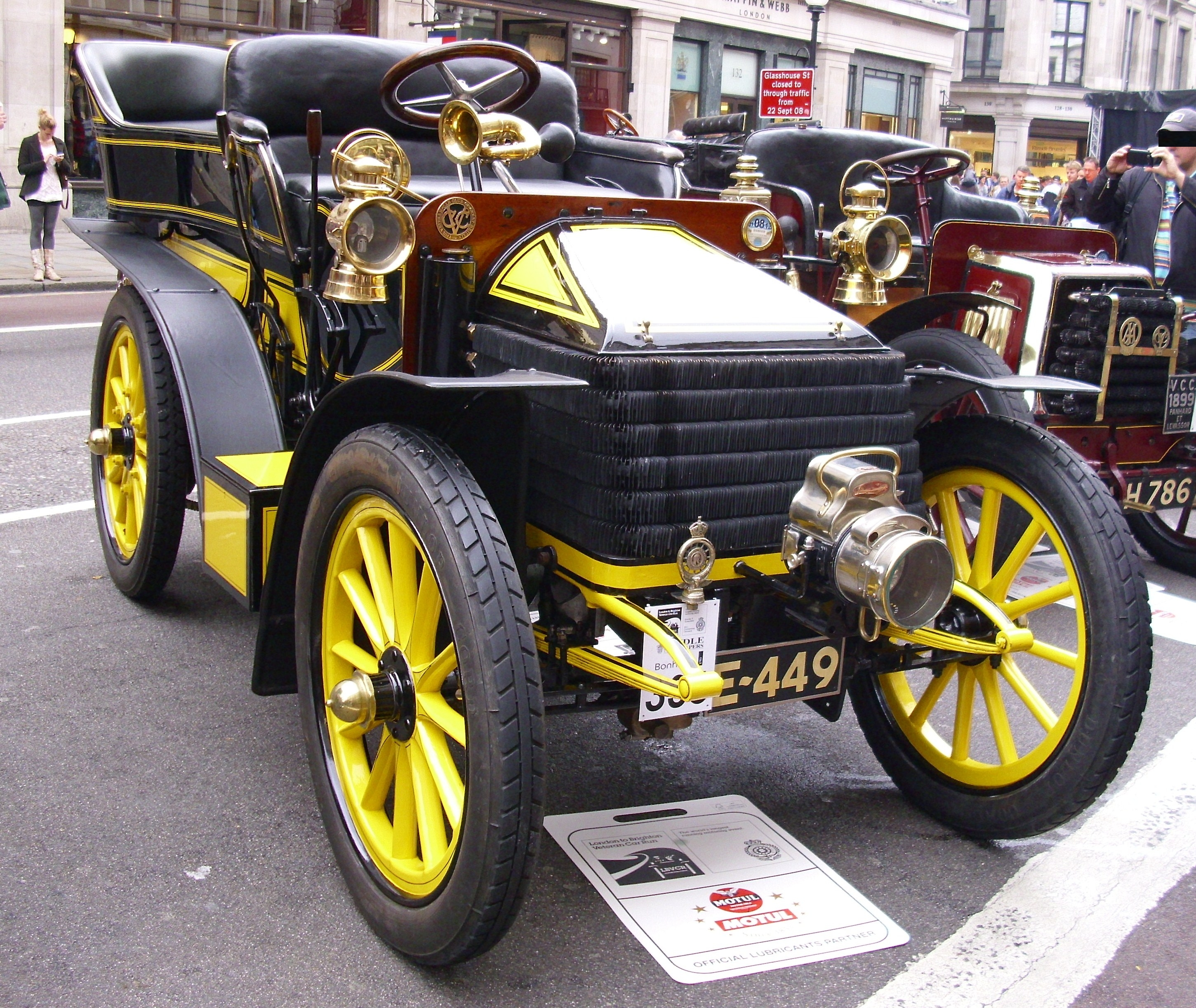
Wolseley construite par Herbert Austin
10 cv, 2 cylindres, 1141 cm3
1903 exemple

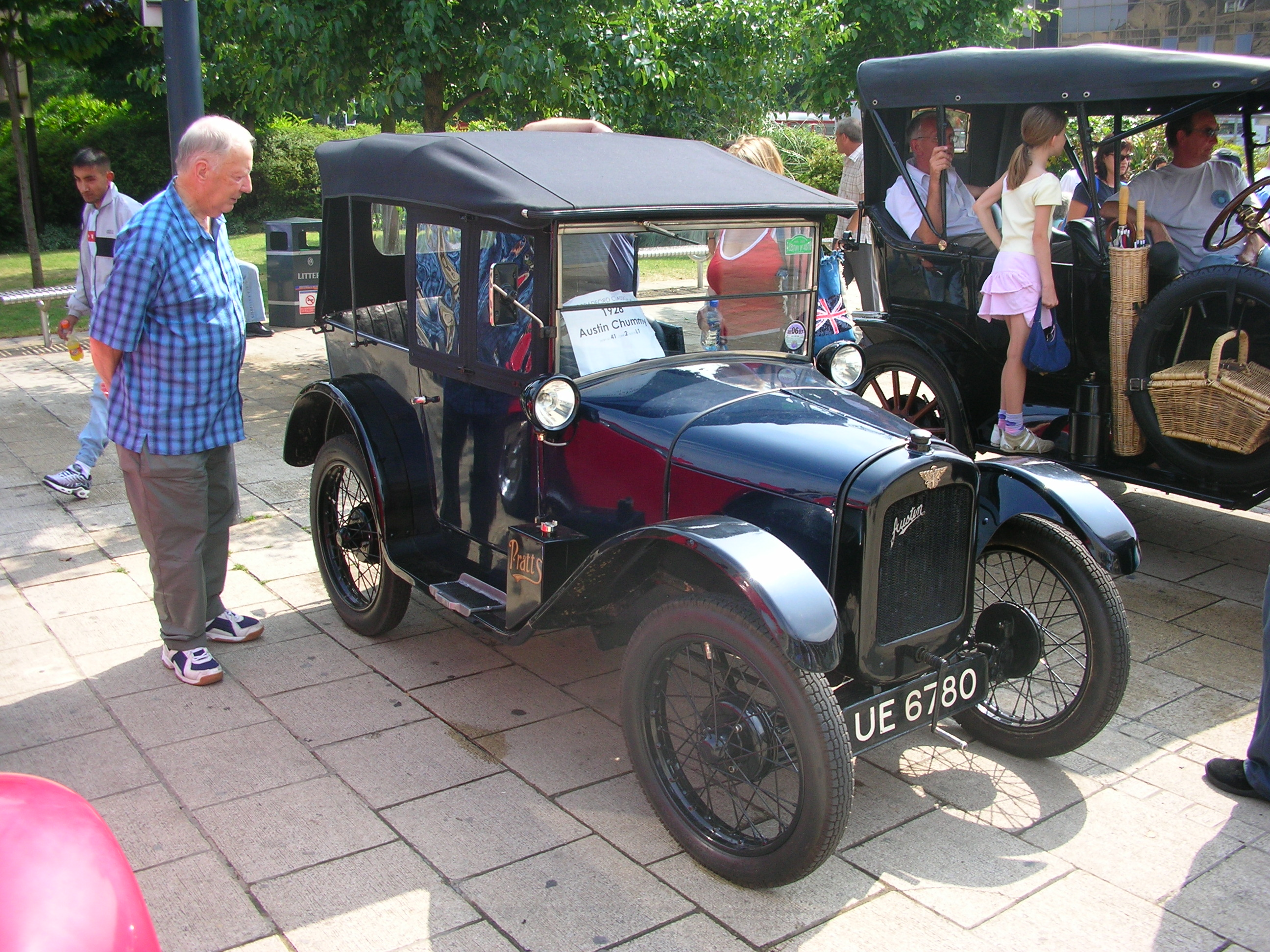
Austin construite par Herbert Austin
7 Chummy ("Sociable"), 1928

Frederick Wolseley liquide la société immatriculée à Sydney en 1889 et transfère la propriété de l'entreprise à une nouvelle société enregistrée à Londres, mais toutes les opérations restent en Australie. Des difficultés avec les fournisseurs persuadent le conseil de Wolseley de déplacer l'assemblage en Angleterre en 1893. Frédéric Wolseley et Herbert Austin laissent John Howard chargé des opérations australiennes et retournent en Angleterre en novembre 1893. Austin installe une usine dans Broad Street, Birmingham. Fredrick Wolseley démissionne de la société en 1894. L'usine de la Broad Street n'est pas assez grande, de sorte qu'Austin en achète une plus grosse à Aston, Birmingham. La vente des machines à tondre étant fortement saisonnières, ils construisent des vélos pendant les périodes creuses de l'année.
En cherchant d'autres produits pour équilibrer la charge de travail, Herbert Austin s'intéresse aux voitures automobiles et construit deux types différents de trois-roues motorisés dans son temps libre. Une version est achetée par la Wolseley Sheep Shearing Machine Company et remise en vente en 1900, car le conseil de la Wolseley ne voit aucun avenir rentable pour l'industrie automobile. En 1901 Vickers achète le département voitures de la Wolseley, avec Austin, et nomme la nouvelle entreprise Wolseley Tool & Motor Company située dans Adderley Park, Birmingham. Herbert Austin garde son intérêt et ses liens avec La Wolseley Sheep Shearing Machine Company. Il est président de son conseil d'administration de 1911 à 1933, date à laquelle il prend sa retraite peu de temps avant sa mort.
En 1905, toujours sous un contrat de 5 ans non échu, Austin démissionne de la Wolseley Tool & Motor Company, entraînant certains des cadres supérieurs avec lui. Son frère Harry le rejoint également dans cette nouvelle aventure, ayant travaillé avec lui à Wolseley à Birmingham. Austin lève un capital de 37 000 livres et se lance dans une recherche pour une usine qui pourrait accueillir son idée d'un nouveau constructeur automobile. Il reprend une vieille imprimerie, toujours à l'extérieur de Birmingham, à Longbridge, qui est alors dans le Comté de Worcestershire; Longbridge n'est pas une banlieue de Birmingham avant 1911, lorsque les limites de la ville sont élargies. L'Austin Car Works à Longbridge va devenir l'un des plus grands constructeurs automobiles du monde.
Austin produit 17 modèles différents en 1908. Au cours de la Première Guerre mondiale Austin produit des munitions et construit Austin Village dans Turves Green pour ses travailleurs. Le secteur de l'automobile est difficile après la Première Guerre mondiale; la société est menacée de faillite en 1921 et est mise sous séquestre. Le "Bébé Austin", est lancé en 1922 et proposé à la vente au prix de 225 £, le situant dans le budget de clients qui n'ont jamais possédé de voiture. Sa production atteint les 25 000 exemplaires annuels en 1925, le prix est réduit chaque année. En 1931, l'Austin 12/6 est présentée, suivie par l'Austin 12/4 en 1933.

## La production militaire
La société contribue à l'effort de guerre en 1914 et, en 1917, Austin, est fait chevalier pour ses services et reçoit également de la Belgique l'Ordre de la Couronne de Léopold II, pour l'embauche de 3 000 Belges réfugiés à Longbridge.
Au cours de la Seconde Guerre mondiale, la société se spécialise dans la fabrication d'aéronefs; fuselages du planeur Horsa; devient le spécialiste des véhicules de l'armée; moteurs hydrauliques pour les tourelles; boîtes de munitions, des magasins pour les mitrailleuses, mitraillettes automatiques, canons anti-aériens Oerlikon; les moteurs marins pour les navires , les canots de sauvetage; et de pressages de bidons d'essence.

### Les usines Britanniques de l'ombre
Jusqu'en 1938, le Ministère de l'Air est dirigé par Philip Cunliffe-Lister, qui est alors contraint de démissionner de son poste par le Premier Ministre Neville Chamberlain en raison d'un manque de progrès dans la ré-armement de la Royal Air Force. Le nouveau ministre Kingsley Wood met en œuvre un nouveau plan pour aiguiller la production d'avions Britanniques dans la course à l'armement qui précède la Seconde Guerre Mondiale, consistant à créer des usines de l'ombre, en deux parties:
- Le développement de neuf nouvelles usines
- L'extension d'usines existantes pour permettre plus facilement le transfert vers la production d'avions ou simplement pour étendre la capacité de production.

Sous le plan, il y a un financement gouvernemental pour la construction de ces nouvelles installations de production, sous forme de subventions et de prêts. La clé de ce plan sont les produits et les plans de Rolls-Royce Limited, dont le moteur Merlin équipe bon nombre des principaux avions élaborés par le Ministère de l'Air. Austin est placé à la mise en œuvre du schéma sur les producteurs, qui sont principalement les fabricants de véhicules automobiles; tandis que Charles Bruce-Gardner est placé sur les techniques de liaison avec l'industrie aéronautique.

## Carrière parlementaire

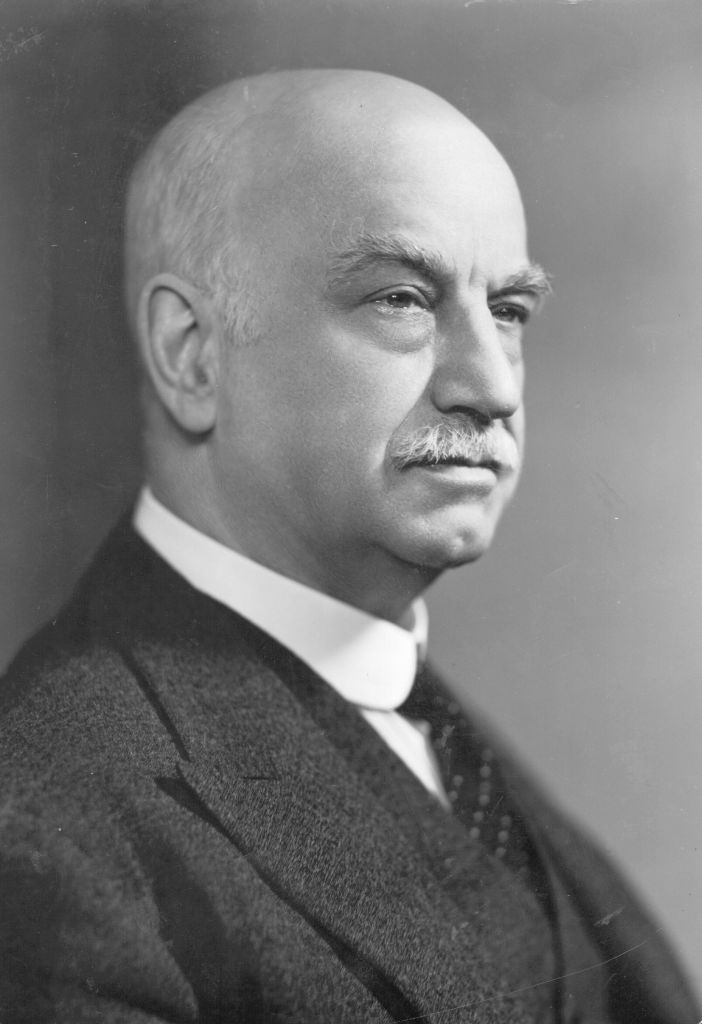
Le Baron d'Austin

De 1918 à 1924, Austin est député Conservateur pour Birmingham king's Norton, mais n'a jamais fait un discours à la Chambre des Communes. En 1936, il est nommé baron Austin, de Longbridge dans la Ville de Birmingham. En 1937, il reçoit un doctorat en droit (LL.D.) de l'Université de Birmingham.
Lord Austin est mort d'une crise cardiaque et un début de pneumonie. Son seul fils Vernon est tué en action en France en 1915, et la pairie s'éteint à sa mort. Lui et sa femme ont aussi deux filles, Irène (qui devient plus tard Mme Waite) et Zeta (qui devient plus tard Mme Lambert).